# Псалом 116
Сто шестна́дцатый псало́м — благодарственный 116-й псалом из книги Псалтирь (в масоретской нумерации — 117-й). Латинский инципит «Laudate Dominum omnes gentes» часто сокращают до «Laudate Dominum», что порождает путаницу, в церковнославянском переводе — «Хвалите Господа вси языцы». Поскольку псалмы начинаются и оканчиваются словом «аллилуйя», то в христианстве и иудаизме группы псалмов 112—117 и 145—150 часто путают между собой, называя «аллилуйными», поэтому для различения группа 112—117 названа «пасхальной», а 145—150 — «хвалебной».
116-й псалом — самый короткий псалом и вообще самая короткая глава в Библии, состоит из двух стихов. 116-й псалом считали продолжением предыдущих псалмов 114—115, однако современные исследователи подтверждения этому не нашли.

## Текст
В греческом тексте 116-й псалом начинается словом «аллилуйя». В еврейском тексте псалом начинается и оканчивается словом «хвала», в 1-м стихе содержатся арамеизмы.
| Септуагинта | Церковнославянский перевод | Арамейский перевод греческого текста (таргум)                                          | Еврейский текст                                                                |
| --- | --- | -------------------------------------------------------------------------------------- | ------------------------------------------------------------------------------ |
| αλληλουια αἰνεῖτε τὸν κύριον πάντα τὰ ἔθνη ἐπαινέσατε αὐτόν πάντες οἱ λαοί ὅτι ἐκραταιώθη τὸ ἔλεος αὐτοῦ ἐφ᾿ ἡμᾶς καὶ ἡ ἀλήθεια τοῦ κυρίου μένει εἰς τὸν αἰῶνα | аллилу́iа хвали́те го́спода вси́ язы́цы похвали́те его́ вси́ лю́дiе я́ко утверди́ся ми́лость его́ на на́съ и и́стина госпо́дня пребыва́етъ во вѣ́къ | שבחו ית יהוה כל עמיא שבחו ליה כל אומיא ארום אגבר עלנא טוביה וקושטיה דיהוה לעלמא הללויה | הללו את יהוה כל גוים שבחוהו כל האמים‬ כי גבר עלינו חסדו ואמת יהוה לעולם‬ הללו יה‬ |

## Толкование
Надписание
В греческом тексте (и церковнославянском переводе) греческое слово «аллилуйя» — в начале, в арамейском переводе греческого текста — в конце, в еврейском тексте фраза «восхвалите Йах» — в конце.
Первый стих
«Хвалите Господа, все народы, прославляйте Его, все племена».
Согласно комментарию протоиерея Григория Разумовского в этом стихе призывают славить Бога язычников и иудеев.
Феодорит Кирский также комментирует, что призывают славить Бога язычников и иудеев.
Профессор Лопухин также комментировал: «Поражённый и умилённый оказанной ему помощью от Господа, (писатель псалма) приглашает и все племена уже языков — чужих народов, принять участие в восхвалении и благодарении Бога».
Английский библеист Джон Гил предположил, что использованное во втором полустишии слово «прославляйте» чаще употребляется в других семитских языках (арамейском, арабском, эфиопском). Делич отмечал необычное для древнееврейского языка Ветхого Завета использование слова «племена» в еврейском тексте, которое свойственно другим семитским языкам (арамейскому, арабскому).
Второй стих
«Ибо велика милость Его к нам, и истина Господня вовек. Аллилуия».
Новая Женевская Библия в своём комментарии связывает 2-й стих 116-го псалма с темой прославления Завета Божиего в Исх. 34:6, в связи с упоминанием слов «милость» и «истина».

## Богослужебное использование
Православие
У православных псалом считается пророческим, речь идёт о всеобщем спасении язычников через Иисуса Христа, в этом контексте псалом цитирует апостол Павел в своём послании к Римлянам 15:11. 
Читают псалом перед пением стихир на «Господи, воззвах». 116-й псалом полностью поют в субботу 7-й седмицы после Пасхи, в дни Великого поста, на утрени суббот, на утреню субботы Богоявления и Благовещения Пресвятой Богородицы. Отдельные стихи псалма поют по разным случаям.
116:2 «ибо велика милость Его к нам, и истина Господня вовек. Аллилуия» поют в чинах погребения младенцев и священников.
Католицизм
По уставу святого Бенедикта, 116-й псалом, присоединённым к предыдущему 115-му, пели на вечерни в понедельник.
Иудаизм
Псалмы 112—117 написаны специально для праздника Ханука, в продолжение восьми дней которого читают целиком и поныне. В талмудическом иудаизме 116-й псалом входит в состав «египетского галеля», который произносят по праздникам.

## Рецепция
Музыка
В истории западноевропейской музыки псалом (преимущественно в латинской версии) неоднократно использовали в качестве текстовой основы многоголосной вокальной композиции (хоровой и ансамблевой, реже — сольной).
На текст 116-го псалма писали в эпоху Возрождения Пьер де ла Рю, Ф. Вердело (2 мотета — на 4 голоса и на 9 голосов), Дж. П. да Палестрина, Т. Л. де Виктория, П. де Маншикур (все — мотеты), в эпоху барокко — К. Монтеверди (несколько ансамблевых и сольных версий: ария баса из «Вечерни» и три мотета в сборнике «Selva morale», SV 272–274), М. А. Шарпантье (мотет, H.214 и H.227), И. К. Демантиус, А. Вивальди (часть его Вечерни на Рождество Богородицы). В Новое время текст псалма дважды использовал В. А. Моцарт — внутри Воскресной вечерни C-dur (KV 339) и Торжественной вечерни De confessore (KV 321). В обеих вечернях псалом распевает сопрано в характере медленной оперной арии, а хор вступает только в финальной доксологии (Gloria Patri…). Встречаются музыкальные обработки текста и в XX веке, среди них Псалом 116 (117) Арво Пярта (1984, на церковнославянский текст) и Benedicamus Domino Кшиштофа Пендерецкого (1992, на латинский текст Пс. 116 с добавлением стиха Benedicamus Domino).
Литература
В Европе в XVI—XVIII веках получили широкое распространение стихотворные переложения (парафразы) Псалтири на национальных языках. В конце XVII и особенно в XVIII веках такие переложения (на русский язык) появились и в России. Некоторые примеры:

| Хвалите Господа, вси мира язы́цы, хвалите вси имя Его, человецы. Яко милость Его на нас утвердися, истинна Господня вечна сотворися. Симеон Полоцкий, «Псалтирь рифмотворная», 1678 | Хвали́те Го́спода Народы, Воздайте всѣ хвалу Ему: Его на всѣхъ насъ по всему Ужъ утвердилась Милость въ роды: Господь правдивъ не такъ, какъ-вся́кiй человѣкъ Вертяйся зна́чкомъ отъ погоды; Но истинна Того въ весь пребываетъ вѣкъ. В. К. Тредиаковский, 1753 | Славьте Бога о народы, Небеса гласите тожь Суша воздухъ огнь и во́ды, И погибни въ мирѣ ложь! А. П. Сумароков, 1787 |